# Castello di Uzzano

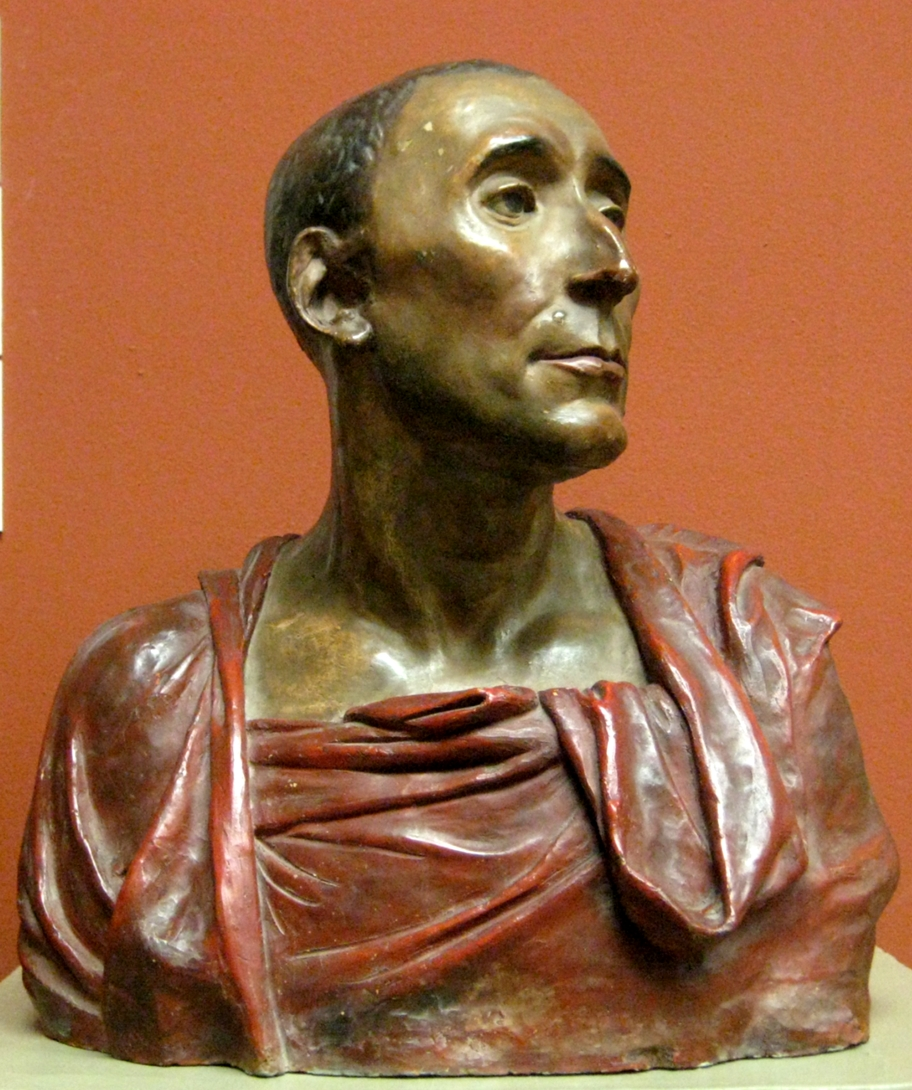
Il busto di Niccolò da Uzzano

Il castello di Uzzano si trova nel comune di Greve in Chianti.

## Storia
Il castello conserva i resti della rettangolare cerchia muraria, costruita in bozze di arenaria, la sua torre risale alla seconda metà del XIII secolo e la prima metà del XIV secolo e fu ricostruita dopo che i Ghibellini l'ebbero demolita, insieme alle mura, nel 1269. I resti del castello furono inglobati in un edificio costruito su disegno dell'Orcagna e ampliati successivamente.
Esso appartenne  alla famiglia  di Niccolò da Uzzano, uomo politico fiorentino, Gonfaloniere di Giustizia, figlio di Giovanni ed è citato in  una lettera del 1398, conservata dall'Archivio "Datini" di Prato, la quale riferisce di un certo Giorgio di Monte da Uzano, a proposito del conto per la fornitura di vino. 
Un arco che sovrasta il portale conduce alla parte interna della villa- fattoria, che è delimitata da portici con pilastri in pietra serena.
Il giardino è "all'italiana", decorato da statue e da una scalinata doppia costruita nel Settecento. Intorno al castello ci sono vigneti sulle colline, con terrazzamenti che scendono sulla Greve.